# Motohiko Nakajima
Motohiko Nakajima (født 18. april 1999) er en japansk fodboldspiller, som spiller for den japanske fodboldklub Cerezo Osaka.